# Energie für Alle
Energie für alle (EFA) war ein deutscher Independent-Plattenvertrieb, der von 1982 bis 2004 eine zentrale Rolle in der deutschen Independent-Szene spielte. Er galt als die „Keimzelle der unabhängigen Vertriebsstruktur“.

## Geschichte
Die EFA wurde 1982 im Umfeld der Band Ton Steine Scherben und der Hausbesetzer-Szene gegründet und wuchs heran zum wichtigsten Vertrieb für die deutsche Szene der Independent-Label im Bereich Punk, New Wave, Alternative und ab 1989 auch für elektronische Musik, die später immer mehr in den Mittelpunkt rückte. Mitte der 1990er galt das Motto: „Die Gitarre ist tot.“ Einige Labels wie Glitterhouse, die stark auf gitarrenorientierte Musik setzten, wechselten deshalb zu anderen Vertrieben. Dass auch nach dem Ende des Elektronik-Booms 1999 auf Dance-Label gesetzt wurde, schätzten Insider als schweren Fehler ein.
Die EFA galt als vorbildlich in der Betreuung der Labels und in ihrem Einsatz für die Produkte. Ihre Aufgabe sah sie sowohl darin, neue Labels einzuführen und deren Produkte marktfähig zu machen, als auch bereits etablierte Künstler in den Charts zu platzieren.
Sie arbeitete sowohl mit kleinen Plattenfachgeschäften als auch mit großen Einzelhandelsketten und Märkten zusammen. Die EFA arbeitete geografisch dezentral: hatte Büros in Köln und Berlin, Verwaltung und Buchhaltung in Frankfurt (Main) bzw. Göttingen, das Lager war in Hamburg. Zudem hatte sie noch den österreichischen Vertrieb Ixhulu und den Schweizer Vertrieb RecRec gekauft.
Die EFA hatte zum Schluss über 50 Mitarbeiter und betreute neben ihren hauseigenen 200 externe kleine, mittlere und größere Independent-Label aus dem In- und Ausland.
Der Konkurs im Frühjahr 2004 kam für Brancheninsider nicht überraschend, da bereits in den 1990er Jahren eine falsche Geschäftspolitik vor allem in der Exportpolitik beobachtet wurde und die EFA nach Ansicht von Experten ungenügend auf die Rezession ab 1999 reagiert hat. Schon ein Jahr vor der Insolvenz sprangen einige wichtige Label wie Kitty-Yo und Disko B ab und wechselten zu anderen Vertrieben wie Indigo, auch wenn die Geschäftsführer Horst Lewald und Ulrich Vormehr um Geduld baten. Die Label, die bis zum Ende bei dem Vertrieb geblieben waren, verloren zum Teil fünf- bis siebenstellige Summen. Auch Künstler und Presswerke kämpften um ihren Anteil an der Konkursmasse. Die EFA-Pleite schädigte viele Labels so sehr, dass sie ebenfalls aufgeben mussten. Populärstes Beispiel war die Firma Force Inc. Music Works GmbH mit Labels wie Force Inc. Music Works und Mille Plateaux.
Die Geschichte des Vertriebes wurde in einem Kapitel in dem Buch Wir werden immer weitergehen von George Lindt nachgezeichnet und analysiert.